# Élections locales écossaises de 2003 à Moray
Pour un article plus général, voir Élections locales écossaises de 2003.

Les élections locales écossaises de 2003 à Moray se sont tenues le 1er mai 2003.

## Composition du conseil
Majorité absolue : 14 sièges
| Parti               | Sièges  |
| ------------------- | ------- |
| Indépendant         | 16 / 26 |
| Travailliste        | 5 / 26  |
| SNP                 | 3 / 26  |
| Libéraux-démocrates | 1 / 26  |
| Conservateur        | 1 / 26  |